# حملات هوایی ۲۰۰۹ سودان
حملات هوایی ۲۰۰۹ سودان به مجموعه عملیات‌هایی هوایی گفته می‌شود که در ژانویه و فوریه ۲۰۰۹ توسط نیروی هوایی اسرائیل در خاک سودان و دریای سرخ انجام شد. این سلسله عملیاتها در چهارچوب عملیات سرب گداخته انجام شده که منجر به جنگ غزه در دسامبر ۲۰۰۸ و ژانویه ۲۰۰۹ شد. ارتش اسرائیل مدعی است هدف از این عملیات‌ها انهدام کاروانهای تسلیحات نظامی بوده که از ایران در حال انتقال سلاح و مهمات به نوار غزه بوده‌اند.
بنابر اظهارات مقامهای اسرائیل، در اولین حمله ۱۷ تا ۲۳ کامیون در غرب سودان مورد حمله قرار گرفته‌اند که احتمالاً حامل سلاح و تجهیزات از جانب سپاه پاسداران انقلاب اسلامی بوده‌اند و مقصد نهایی آن‌ها صحرای سینا در مصر بوده است.
دومین حمله به یک کشتی حامل بار در دریای سرخ انجام شده است. به نوشته مجله تایم، این کشتی در حوالی بندر سودان منهدم شده است. این مجله به نقل از رئیس موساد نقل کرده که این کشتی حامل ۱۲۰ تن انواع موشکهای کوتاه برد و موشکهای ضد تانک بوده است.
ارتش اسرائیل در این حملات از جنگنده‌های اف-۱۶ و اف-۱۵ متعلق به نیروی هوایی اسرائیل استفاده کرده است.